# Tokalakúak

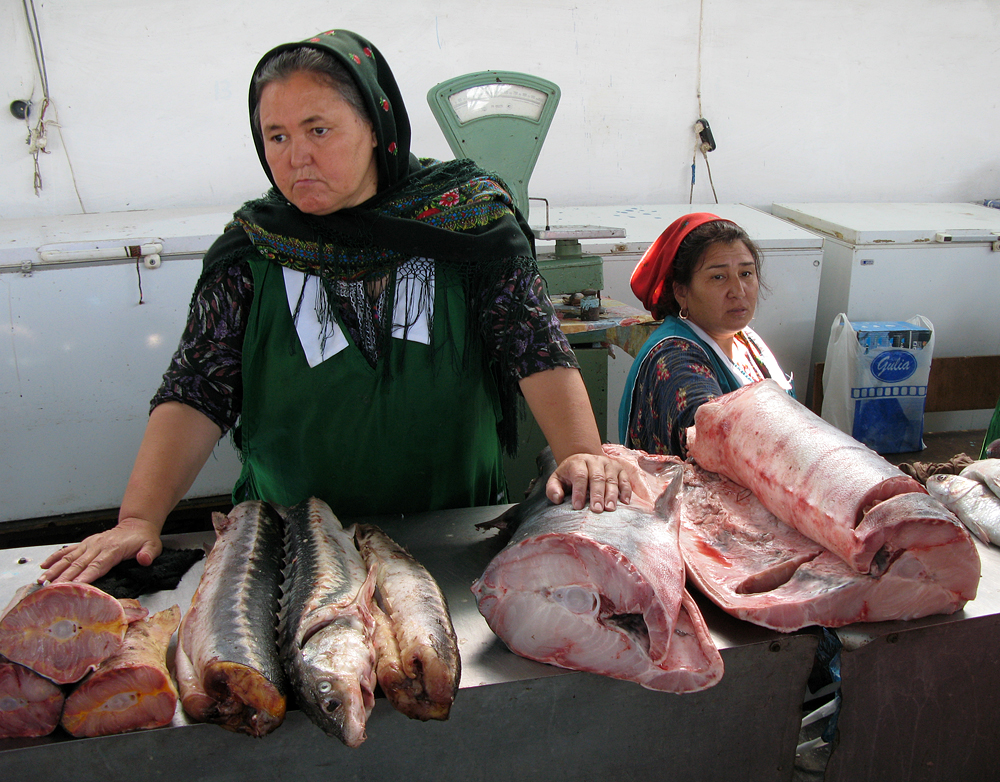
Türkmenisztánban a főváros piacán tokot áruló asszony

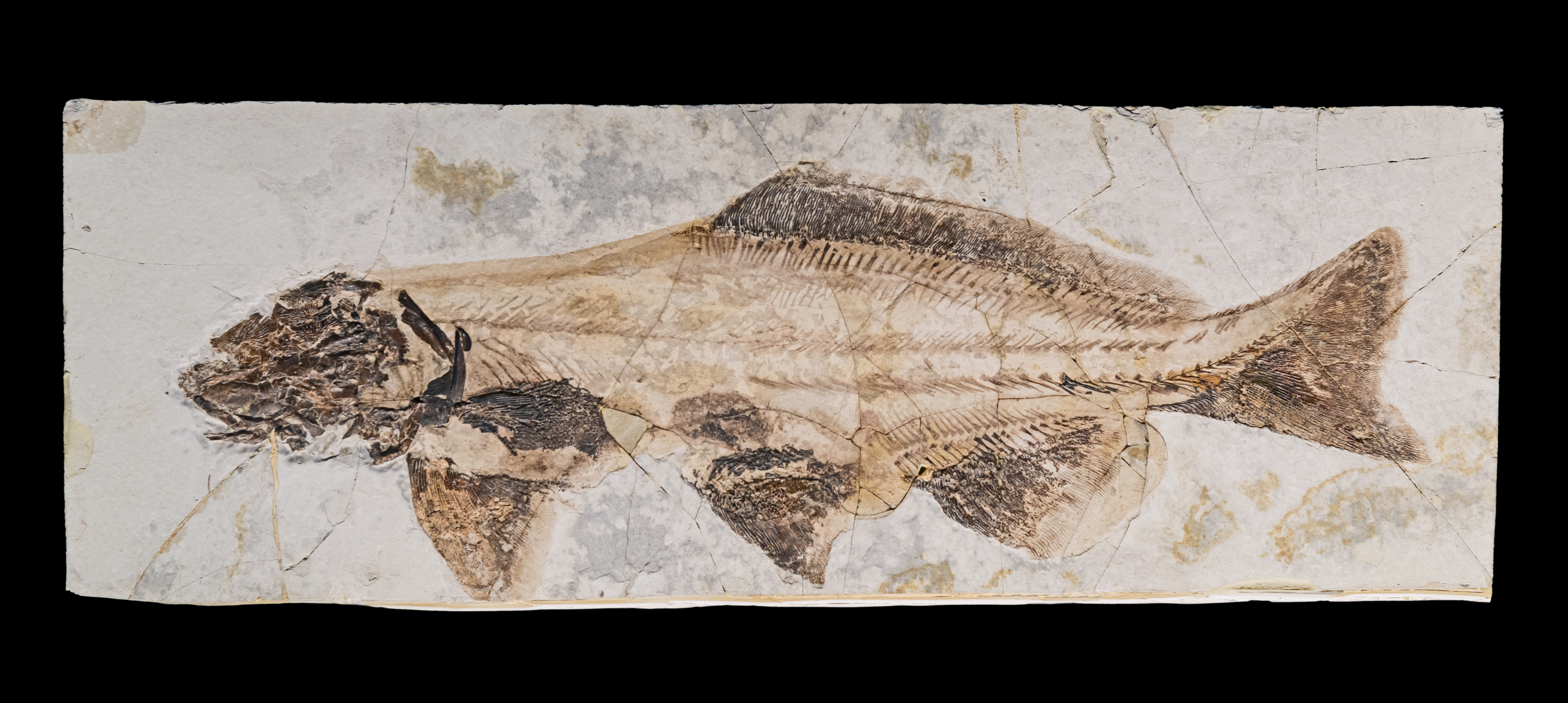
Yanosteus longidorsalis

A tokalakúak (Acipenseriformes) a csontos halak (Osteichthyes) főosztályának sugarasúszójú halak (Actinopterygii) osztályának egyik rendje. Két élő család, 6 nem és 31 faj. Korábban kecsegealakúaknak (Chondroganoidea) hívták őket.
Kialakulásuk egészen a dinoszauruszokig, azaz több mint 200 millió évvel ezelőttre vezethető vissza. Az ide sorolt fajok többsége Észak-Amerikában, a Ponto-Kaszpi régióban Kelet-Ázsiában és Szibériában fordul elő. A fajok tokhalak két kanalasorrú faj kivételével, melyek közül az egyik Észak-Amerikában, a másik Kínában él.
E jellemzően nagyra növő halfajokat az intenzív halászat és a folyószabályozások fenyegetik. Az ikrájukból készített értékes kaviár miatt akár az orvhorgászatuk is gazdasági haszonnal kecsegtet. Emiatt több faj állománya annyira lecsökkent, hogy a kihalás fenyegeti őket.

## Származásuk, elterjedésük
Az északi félteke tengereiben és/vagy az azokba ömlő folyókban élnek úgy, hogy több tengeri faj a folyókba vándorol ívni. Nagyobb számban a Fekete-, az Azovi- és a Kaszpi-tengerben, valamint az Aral-tóban és vízrendszerükben fordulnak elő. Életterüket és a mozgásukat korlátozza, hogy a folyók szabályozása több ívóhelyüktől elvágta őket.
A rendbe tartozik a Magyarországon is ismert és régebben halászott viza.

## Megjelenésük, felépítésük
Fejük ormányban végződik. Bár a csontos halak közé tartoznak (a fosszilis alakoknak csontos váza volt), vázuk többnyire porcos – a csontosodás hiánya másodlagos jelenség. Testük többé-kevésbé csupasz, azt mindössze elszórt, apró bőrcsontok és vértpikkelyek (ganoid pikkelyek) fedik. Úszóik alapja széles. Belükben általában csavarvonalú redő alakult ki.

## Rendszertani felosztásuk
A rendbe két élő és két kihalt család tartozik:
- Valódi tokfélék (Acipenseridae)
- Kanalastokfélék (Polyodontidae)
- Chondrosteidae – kihalt
- Errolichthyidae – kihalt